# Kanton Alès-1
Der Kanton Alès-1 ist seit 2015 ein französischer Wahlkreis im Département Gard und im Arrondissement Alès. Er entstand 2015 im Rahmen einer landesweiten Neuordnung der Kantone und umfasst neben einem Teilbereich der Stadt Alès weitere sieben Gemeinden.

## Gemeinden
Der Kanton besteht aus acht Gemeinden und Gemeindeteilen mit insgesamt 33.815 Einwohnern (Stand: 1. Januar 2022) auf einer Gesamtfläche von 112,04 km²:
| Gemeinde                | Einwohner 1. Januar 2022 | Fläche km² | Dichte Einw./km² | Code INSEE | Postleitzahl |
| ----------------------- | ------------------------ | ---------- | ---------------- | ---------- | ------------ |
| Alès                    | 13.781                   | 9,93       | 1.388            | 30007      | 30100        |
| Anduze                  | 3.322                    | 14,60      | 228              | 30010      | 30140        |
| Bagard                  | 2.595                    | 14,55      | 178              | 30027      | 30140        |
| Boisset-et-Gaujac       | 2.621                    | 14,24      | 184              | 30042      | 30140        |
| Générargues             | 711                      | 10,24      | 69               | 30129      | 30140        |
| Ribaute-les-Tavernes    | 2.055                    | 14,27      | 144              | 30214      | 30720        |
| Saint-Christol-lez-Alès | 7.199                    | 20,25      | 356              | 30243      | 30380        |
| Saint-Jean-du-Pin       | 1.531                    | 13,96      | 110              | 30270      | 30140        |
| Kanton Alès-1           | 33.815                   | 112,04     | 302              | 3002       | –            |

1. ↑   Nur der südwestliche Teil der Gemeinde, der Rest verteilt sich auf die Kantone Alès-2 und Alès-3.